# 雪莉 (麻薩諸塞州)
雪莉（英語：Shirley）是一個位於美國麻薩諸塞州米德爾塞克斯縣的鎮。

## 人口
根據2020年美國人口普查的數據，雪莉的面積為41.20平方千米，當中陸地面積為41.00平方千米，而水域面積為0.20平方千米。當地共有人口7431人，而人口密度為每平方千米180人。